# Tim Thomas (hokeista)
Timothy „Tim” Thomas Jr. (ur. 15 kwietnia 1974 we Flint) – amerykański hokeista, reprezentant Stanów Zjednoczonych, olimpijczyk.

## Kariera
- Vermont Catamounts (1993–1997)
- Birmingham Bulls (1998)
- Houston Aeros (1998)
- Hamilton Bulldogs (1998–1999)
- HIFK (1998–1999)
- Detroit Vipers (1999–2000)
- AIK (2000–2001)
- Oulun Kärpät (2001–2002)
- Boston Bruins (2002–2003)
- Providence Bruins (2002–2004)
- Jokerit (2004–2005)
- Boston Bruins (2005–2013)
  -  Providence Bruins (2005–2006)
- New York Islanders (2013)
- Florida Panthers (2013–2014)
- Dallas Stars (2014)

2 czerwca 2012 pierwotnie zawodnik poinformował, że nie weźmie udziału w najbliższym sezonie NHL z powodów osobistych. Na początku lutego 2013 roku podpisał kontrakt z New York Islanders. Od września 2013 zawodnik Florida Panthers, związany roczną umową. Od marca 2014 zawodnik Dallas Stars. Po sezonie NHL (2013/2014) zakończył karierę zawodniczą.
Uczestniczył w turniejach mistrzostw świata w 1995, 1996, 1999, 2005, 2008, 2014 oraz zimowych igrzysk olimpijskich 2010.
Podczas kariery założył w Portland szkołę hokejową prowadzącą obozy sportowe w tej dyscyplinie.

## Sukcesy

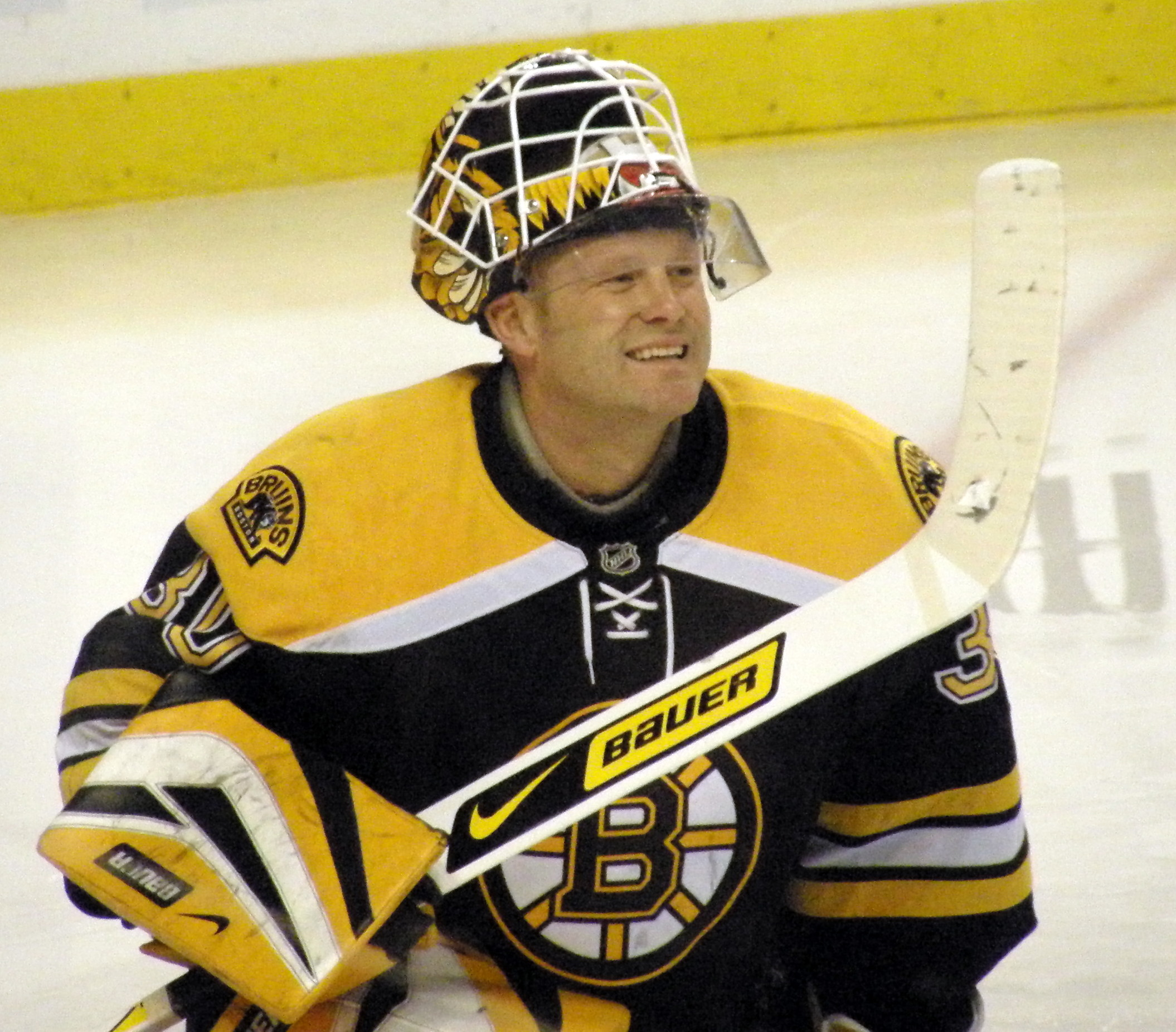
Tim Thomas w barwach Boston Bruins (2008)

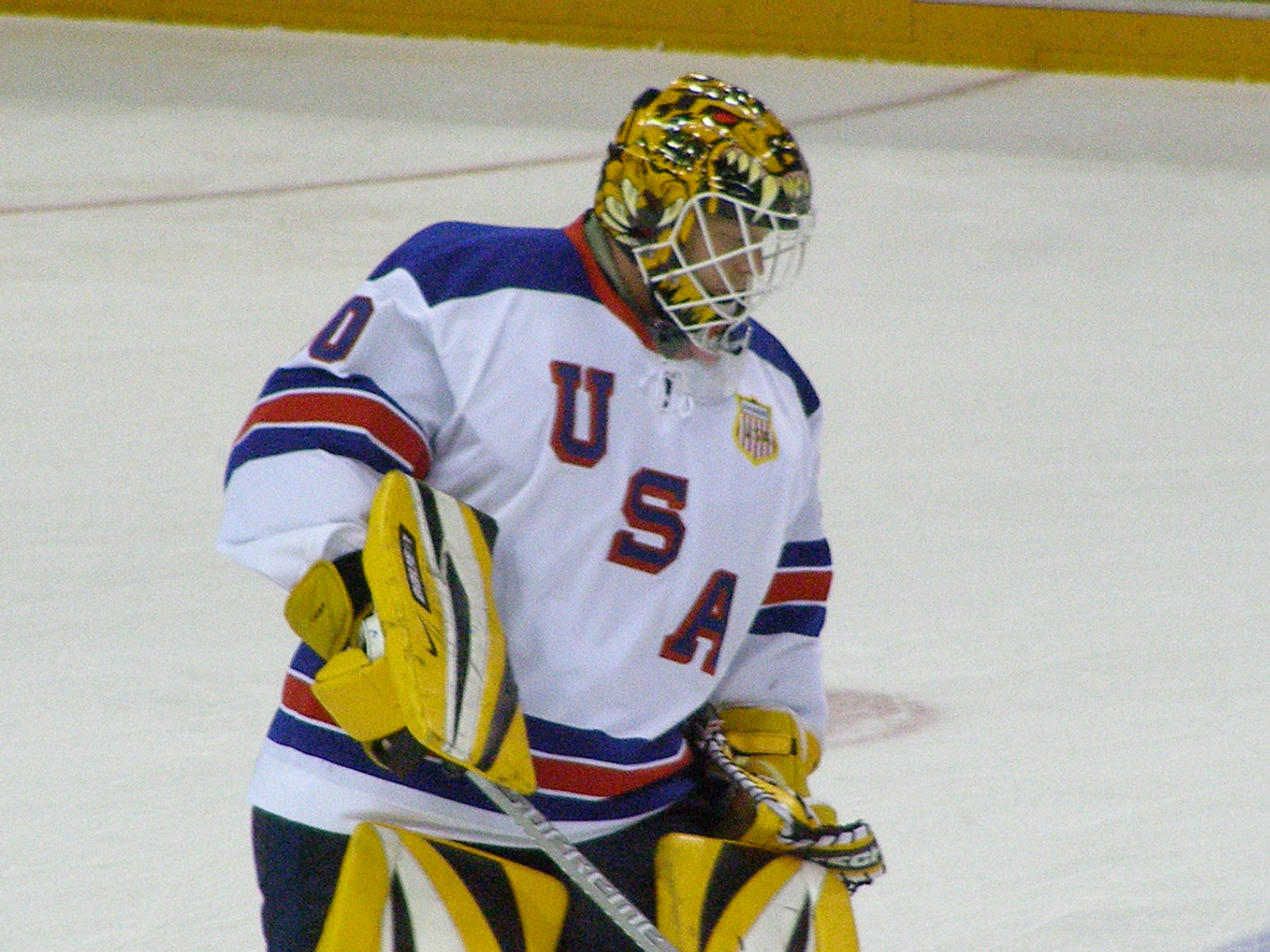
Tim Thomas w barwach USA (2008)

W sezonie zasadniczym 2010-11 był najlepszym bramkarzem ligi (skuteczność obron 93,8 procent). Zdobył również nagrodę Conn Smythe Trophy przyznawaną najbardziej wartościowemu zawodnikowi rozgrywek play-off (skuteczność obron 94 procent). 15 czerwca 2011 roku zdobył z Niedźwiadkami Puchar Stanleya.
Reprezentacyjne
- Srebrny medal zimowych igrzysk olimpijskich: 2010

Klubowe
- Złoty medal mistrzostw Finlandii: 1998 z HIFK
- Srebrny medal mistrzostw Finlandii: 1999 z HIFK, 2005 z Jokeritem
- Mistrzostwo dywizji AHL: 2003 z Providence Bruins
- Puchar Stanleya: 2011 z Boston Bruins

Indywidualne
- Najlepszy bramkarz sezon NCAA (ECAC) 1995/1996
- SM-liiga (1997/1998):
  - Trofeum Urpo Ylönena – najlepszy bramkarz sezonu
  - Skład gwiazd
- Elitserien (2000/2001):
  - Skład gwiazd
  - Pierwsze miejsce w klasyfikacji skuteczności interwencji
- SM-liiga (2001/2002):
  - Najlepszy zawodnik miesiąca - styczeń 2001
- SM-liiga (2004/2005):
  - Trofeum Lasse Oksanena - najlepszy zawodnik w sezonie zasadniczym
  - Kultainen kypärä (Złoty Kask)
  - Najlepszy zawodnik miesiąca - wrzesień 2004, styczeń 2005
- NHL (2007/2008):
  - NHL All-Star Game
- NHL (2008/2009):
  - NHL All-Star Game
  - Pierwsze miejsce w klasyfikacji skuteczności interwencji: 93,3%
  - Trofeum Vezina
  - William M. Jennings Trophy
  - Roger Crozier Saving Grace Award
- NHL (2010/2011):
  - NHL All-Star Game
  - Pierwsze miejsce w klasyfikacji skuteczności interwencji: 93,8%
  - Trofeum Vezina
  - Roger Crozier Saving Grace Award
  - Conn Smythe Trophy
- NHL (2011/2012):
  - NHL All-Star Game